# Fescue foot
La Fescue foot è una patologia dei bovini che consiste in cianosi, alopecia e successivamente gangrena secca e necrosi localizzata a: parti distali degli arti, coda, padiglioni auricolari, scroto.
È dovuta all'azione vasocostrittice periferica delle micotossine prodotte dal fungo Acremonium coenophalium, il quale può contaminare la Festuca arundinacea . 
Le lesioni sono del tutto simili a quelle riscontrabili nell'ergotismo gangrenoso.